# عبد الله العثمان (شاعر)
عبد الله عبد اللطيف العثمان (1895 - 1965) شاعر وإمام مسجد وموظف حكومي ثم رجل أعمال كويتي.

## السيرة الذاتية
الشاعر عبد الله عبد اللطيف العثمان  المولود في حي الوسط بسكة ابن دعيج في فريج العوازم عام 1897 ، أحد شعراء الكويت ، امتاز شعره بالكلمة الرقيقة والعاطفة الرومانسية العذبة والشجن الوجداني. وكانت المرأة محوراً لأشعاره، فذكرها بأسماء مختلفة كـ «نادية» أو «منى» أو «ليلى» وقد تكون إحداهم رمزا للكويت.
يرى النقاد أن الشاعر تسوده روح المدرسة الرومانسية (فن) ويتشابه مع شعرائها في شتى الاغراض الفنية ومنها السمو بالروح عن واقع الحياة المادية والاتقاء بصورة النفس والقلب والمشاعر إلى سماء الخيال والوجد والدفاع عن حرية الوطن والإشادة بنهضته ودعوته إلى مواكبة الحضارة وتحقيق خطوات عملاقة في الحياة.

## من أشعاره

### كويت أنا
يشير الشاعر إلى موقف عبدالكريم قاسم حاكم العراق سابقاً ان يضم الكويت إلى العراق بالقوة، فقال:

## عمله
- مدرس في مدرسة العثمان التي أسسها هو وأخوته
- اشتغل بصيد اللؤلؤ
- كاتب في بلدية الكويت عام 1929
- رئيس كتبة في بلدية الكويت
- تولى إدارة البلدية عام 1943